# Fanny Riberot
Fanny Riberot, née le 17 mars 1983 à Agen, est une coureuse cycliste française.

## Biographie
Fanny Riberot est originaire de Lavardac où elle a découvert le cyclisme à l'UCLB (Union cycliste Lavardac-Barbaste) à l'âge de 5 ans où son père était éducateur. 
Elle obtient deux fois la médaille de bronze au championnat de France sur route (2012 et 2014) , et monte sur la troisième marche d'une épreuve de Coupe du monde 2015, au Tour de l'île de Chongming en Chine.

## Palmarès
- 2003
  - 2e du Tour de Charente-Maritime féminin
- 2004
  - 3e du championnat de France sur route espoirs
- 2005
  - Semaine cantalienne féminine
  - 2e du Grand Prix de Chambéry-le-Vieux
  - 2e du championnat de France sur route espoirs
  - 3e du championnat de France du contre-la-montre espoirs
- 2006
  - Cholet-Pays de Loire Dames
- 2007
  - 2e du Grand Prix de Chambéry-le-Vieux
  - 2e de Metz-Tessy
  - 3e du Tour de Charente-Maritime féminin
- 2008
  - La Gi-ronde féminine
  - 3e de Lyon Montplaisir
- 2009
  - Semaine cantalienne féminine[5]
  - Grand Prix de Lyon Gerland
- 2012
  - 3e du championnat de France sur route
  - 3e de La Mérignacaise
- 2014
  - 3e du championnat de France sur route
- 2015
  - 3e du Tour de l'île de Chongming (cdm)
- 2016
  - 3e du Classic Féminine de Vienne Poitou-Charentes (cdf)

## Classements mondiaux
| Année                                 | 2012 | 2013 | 2014 | 2015 |
| ------------------------------------- | ---- | ---- | ---- | ---- |
| Classement UCI                        | 271e | 210e | 183e | 96e  |
| Coupe du monde                        | nc   | nc   | 61e  | 24e  |
|                                       |      |      |      |      |
| Légende : nc = non classéSource : UCI |      |      |      |      |